# United States Commission on International Religious Freedom
Die United States Commission on International Religious Freedom (USCIRF) ist ein Bundesregierungsamt der Vereinigten Staaten, das durch den International Religious Freedom Act of 1998 (Internationales Religionsfreiheitsgesetz von 1998) gegründet wurde. Die USCIRF-Kommissare werden vom Präsidenten der Vereinigten Staaten sowie der Führung beider Parteien im Senat und im Repräsentantenhaus ernannt. Die Hauptaufgaben dieser Kommission sind, Tatsachen und Umstände der Verletzungen der Religionsfreiheit international zu überprüfen und dem Präsidenten, dem Außenminister und dem Kongress politische Empfehlungen zu unterbreiten.

## Geschichte
Die Kommission hat seine Wurzeln in der Evangelikalismus-Bewegung der Vereinigten Staaten. Die Kommission wurde auf Empfehlung des Beratungsausschusses für Religionsfreiheit im Ausland gebildet und 1996 von dem damaligen Außenminister Warren Christopher gegründet. Christophers ursprüngliche Absicht war, die Christen auf der ganzen Welt zu schützen. Unter den Mitgliedern des Beratungsausschusses befanden sich Barnett Rubin vom Council on Foreign Relations und Diana Eck, die eine Vergangenheit mit dem World Council of Churches (Ökumenischen Rat der Kirchen) hatte. Während zu den Mitgliedern des Ausschusses unter anderem Muslime, Juden und Christen gehörten, gab es keine Hindus. Eck und Rubin hatten eine Vorgeschichte mit Fokus auf Indien.
Organisationen wie Christian Solidarity International, International Christian Concern, Open Doors und die Cardinal Kung Foundation sowie der Anwalt Michael Horowitz hatten Einfluss auf die Gründung des International Religious Freedom Act. Hillary Clinton ist Mitglied des C Street House oder des Netzwerks The Family, die eine evangelikale christliche Gruppe ist.
Im Jahr 1997 gab das Außenministerium der Vereinigten Staaten unter Madeleine Albright einen Bericht mit dem Titel „United States Policies in Support of Religious Freedom: Focus on Christians“ (USA-Politik zur Unterstützung der Religionsfreiheit: Fokus auf Christen) heraus, der den Fokus des Außenministeriums auf das Christentum hervorhebt. Der Beratungsausschuss empfahl dann die Gründung des Amtes für internationale Religionsfreiheit. Das Amt berichtete „der Beratungsausschuss ist erfreut, dass einige dieser Empfehlungen umgesetzt werden konnten. Zu den wichtigsten Empfehlungen, die erreicht wurden, gehören die Gründung eines neuen Amtes für internationale Religionsfreiheit, innerhalb des Außenministeriums“.
Nach den Empfehlungen des Beratungsausschusses genehmigte der International Religious Freedom Act of 1998 die United States Commission on International Religious Freedom, die Folgendes etablierte:
- Ein Amt für internationale Religionsfreiheit im Außenministerium, unter der Leitung eines Sonderbotschafters für Internationale Religionsfreiheit
- Ein Mandat, damit das Außenministerium einen jährlichen Bericht über internationale Religionsfreiheit vorbereitet
- Eine Anforderung, um die ungeheuerlichsten Verletzer von Glaubensfreiheit als Countries of Particular Concern (Länder besonderer Bedenken) zu kennzeichnen und politische Maßnahmen, als Reaktion auf alle Verletzungen der Religionsfreiheit als spezifisches Element der Programme der Außenpolitik der Vereinigten Staaten, des kulturellen Austauschs und der internationalen Rundfunkübertragung zu ergreifen.
- Die United States Commission on International Religious Freedom (USCIRF)[5]

Die Legislatur, mit der die USCIRF autorisiert wurde, erklärte, dass die Kommission am 30. September 2011 aufgelöst werden würde, es sei denn, die Kommission würde erneut Vollmacht erhalten oder würde vorübergehend verlängert werden. Der Kongress erteilte mehrere Verlängerungen, die jedoch am Freitag, dem 16. Dezember 2011 um 17:00 Uhr abgelaufen gewesen wäre, wenn die Kommission am Morgen des 16. Dezember nicht eine weitere siebenjährige Amtszeit (bis 2018) zugesprochen bekommen hätte. Dies geschah nach einem neuen Gesetzesentwurf, der von beiden Häusern mit zwei Änderungsanträgen verabschiedet worden war. Der demokratische Senator Dick Durbin aus Illinois hatte heimlich die frühere Version des Gesetzesentwurfs zurückgehalten, und die Änderungen waren die Bedingung für die Freigabe des Gesetzesentwurfs. Durbin gab ihn am 13. Dezember frei, nachdem die Revisionen gemacht worden waren. In den Änderungen war festgelegt worden, dass die Amtszeit der Kommissare eine Frist von zwei Jahren habe und dass sie die gleichen Reisebeschränkungen wie die Arbeitnehmer des Außenministeriums haben sollen.

## Pflichten und Verantwortungen
Die Kommission recherchiert und überwacht internationale Themen der Religionsfreiheit. Die Kommission ist befugt, auf Untersuchungsmissionen in andere Länder zu reisen und öffentliche Anhörungen abzuhalten.
Sie gibt am 1. Mai jedes Jahr einen Bericht heraus. Dieser Jahresbericht geht auf einen Bericht des Außenministeriums für Internationale Religionsfreiheit ein, in dem Länder genannt werden, die die Religionsfreiheit schwer verletzt haben, und beabsichtigt den Bericht des Außenministeriums zu besprechen und mehr im Detail zu erweitern.

## Kommissare
Der International Religious Freedom Act of 1998 sieht vor, dass die Kommission aus zehn Mitgliedern besteht:
- Drei werden durch den Präsidenten bestimmt.
- Drei werden vom Präsident pro tempore des Senats der Vereinigten Staaten ernannt. Zwei dieser Mitglieder werden von dem Parteiführer des Senats der Vereinigten Staaten der politischen Partei, die nicht die politische Partei des Präsidenten ist, empfohlen und eingesetzt, und von denen wird ein Mitglied auf Empfehlung des Führers im Senat der anderen politischen Partei ernannt.
- Drei werden durch den Sprecher des Repräsentantenhauses der Vereinigten Staaten eingesetzt. Zwei dieser Mitglieder werden auf Empfehlung des Führers des Repräsentantenhauses der Vereinigten Staaten der politischen Partei, die nicht die politische Partei des Präsidenten ist, bestimmt, und von denen wird ein Mitglied auf Empfehlung des Führers des Hauses der anderen politischen Partei ernannt.
- Der Sonderbotschafter für Internationale Religionsfreiheit, der von Amts wegen kein stimmberechtigtes Mitglied ist.

Der International Religious Freedom Act sieht vor, dass „Mitglieder der Kommission unter herausragenden Personen ausgewählt werden sollen, die für ihr Wissen und ihre Erfahrung in relevanten Bereichen der internationalen Religionsfreiheit bekannt sind, einschließlich auswärtige Angelegenheiten, direkte Auslandserfahrung, Menschenrechte und Völkerrechte“. Die Kommissare werden für ihre Arbeit bei der Kommission nicht bezahlt, sondern erhalten ein Reisebudget und 15 Mitarbeiter. Die Ernennung der Kommissare sind für die Dauer von zwei Jahren und sie sind zur Wiederernennung berechtigt.
Seit November 2021 sind die Kommissare:
1. Nadine Maenza (Vorsitzende), auch Präsidentin der Patriot Voices[10]
2. Nury Turkel (stellvertretender Vorsitzender), ebenfalls Vorsitzender des Uyghur Human Rights Projects[11]
3. Anurima Bhargava (Kommissarin), ehemalige Leiterin des United States Department of Justice Civil Rights Division[12]
4. James W. Carr (Kommissar), ebenso Präsident der Highland Home Holdings[13]
5. Frederick A. Davie (Kommissar), auch Vizepräsident des Union Theological Seminary in the City of New York[14]
6. Khizr Khan (Kommissar), Gründer des Constitutional Literacy and National Unity Center[15]
7. Sharon Kleinbaum (Kommissarin), außerdem "Geistige Führerin" der Congregation Beit Simchat Torah[16]
8. Tony Perkins (Kommissar), ebenso Präsident des Family Research Council[17]
9. vakant

Der Sonderbotschafter des Außenministeriums für Internationale Religionsfreiheit dient als ex-officio, nicht-stimmberechtigtes Mitglied der Kommission. Ab 2014 war der Botschafter David Saperstein.
Ehemalige Kommissare waren unter anderem: Preeta D. Bansal, John Hanford, Khaled Abou El Fadl, Charles J. Chaput, Michael K. Young, Firuz Kazemzadeh, Shirin R. Tahir-Kheli, John R. Bolton, Elliot Abrams, Felice D. Gaer, Azizah Y. al-Hibri, Leonard Leo, und Richard Land von der Southern Baptist Convention.

## Kritik

### Indien
Die Kommission bezeichnete Indien in den Jahren 2001, 2002, 2003, 2004, 2009 und 2010 als Land besonderer Besorgnis und stellte Indien auf eine Beobachtungsliste. Die indische Presse kritisierte deren Bericht. Die Zeitschrift The Pioneer bezeichnete diese Angelegenheit in einem redaktionellen Beitrag als „Fiktion“, „voreingenommen“ und eine „große Lüge“. Die Zeitschrift kritisierte USCIRF dafür, das Eisenbahnattentat von Godhra als Unfall dargestellt zu haben. Auch beschuldigte sie USCIRF, den Mord an Swami Lakshamananda Saraswati, einem hinduistischen Kleriker und sozialen Aktivisten, indirekt gerechtfertigt zu haben. Eine Analyse des Berichts der Kommission von 2014 kritisiert USCIRF, religiöse Zwietracht zwischen Hindus und Buddhisten gefördert, Terrortaten reingewaschen und einem Mönch fälschlicherweise die Schuld für Bombardierungen von Bodhgaya gegeben zu haben.
Christliche Führer in Odisha verteidigten Indien. Erzbischof Raphael Cheenath erklärte, dass Indien einen säkularen Charakter habe, dass der Präsident des Odisha Minority Forums, trotz einer kleinen Hasskampagne gegen Minderheiten, die Mehrheit der Gesellschaft „herzlich und unterstützend“ sei, und die Orissa Secular Front trotz der Unruhen von 2002 und 2008 eine starke säkulare Stiftung habe.

### Ägypten
Vor dem Besuch der Kommission in Ägypten 2001 protestierten einige Führer der Koptisch-orthodoxen Kirche in Ägypten und betrachteten den Besuch als eine Form des amerikanischen Imperialismus. Zum Beispiel sagte Mounir Azmi, Mitglied des koptischen Gemeinschaftsrates, dass, trotz der Probleme für Kopten, der Besuch eine „abscheuliche Kampagne gegen Ägypten“ und nicht hilfreich sei. Ein anderer Kritiker nannte den Besuch „ausländische Intervention in unsere inneren Angelegenheiten“. Falls die USCIRF in der Lage wäre, mit dem koptisch-orthodoxen Papst Schenuda III. und Mohamed Sayed Tantawy aus der al-Azhar-Universität zusammenzukommen, weigerten sich andere jedoch, die Delegation zu treffen. Hisham Kassem, Vorsitzender der ägyptischen Organisation für Menschenrechte, fand, dass es kontraproduktiv sein könnte, auf die Rechte der Christen in Ägypten zu bestehen, denn dies könnte eventuell die Muslime verärgern.

### Laos
Der US-Sonderbotschafter für Internationale Religionsfreiheit, Robert A. Seiple, kritisierte die USCIRF, weil sie mehr Wert auf die Bestrafung der Glaubensverfolgung, anstatt auf die Förderung der Glaubensfreiheit gelegt haben soll. Seiples Ansicht nach hätte die USCIRF „nur die Dunkelheit verflucht“. Seiple hebt beispielsweise die Entscheidung der Kommission im Jahr 2002 hervor, Laos als ein Land besonderer Besorgnis zu bezeichnen, obwohl es Glaubensgefangene freigelassen hatte. Seiple erklärte weiter über die USCIRF: „… das, was irrtümlich konzipiert und chaotisch ausgeliefert wurde, ist nun irrelevant. Wenn die Kommission nicht bald Kerzen findet, sollte der Kongress die Lichter ausmachen.“
Die Kommission antwortete, dass trotz der Freilassungen die marxistische Pathet-Lao-Regierung in Laos immer noch systembedingte Hindernisse für Religionsfreiheit habe, wie Gesetze, die religiöse Tätigkeiten nur mit Zustimmung der Pathet-Lao-Regierungsbeamten erlaubten, und Gesetze, die es der Regierung erlaubten, zu bestimmen, ob eine religiöse Gemeinschaft mit ihrer eigenen Lehre übereinstimmt.
Andere Nichtregierungsorganisationen, Religionsfreiheits- und Menschenrechtsbefürworter, Politikexperten und Mitglieder des Kongresses, verteidigten die Forschungsarbeit der US-Kommission für Internationale Religionsfreiheit sowie verschiedene Berichte über die zunehmende und ernsthafte Glaubensverfolgung durch die Pathet-Lao-Regierung in Laos, vor der umstrittenen Kritik von Seiple. Sie wiesen auf potenzielle Interessenkonflikte hin, da Berichten zufolge Seiple oder eine gemeinnützige Organisation, die mit Seiple verbunden ist, von Beamten des US-Außenministeriums Finanzhilfen erhalten haben soll, um zu versuchen, die scheinbar stark erhöhten Glaubensverfolgungen und weitverbreiteten Menschenrechtsverletzungen durch die Laos-Regierung und die Laotischen Streitkräfte zu verringern.

### Christliche Vorurteile und andere Fragen
Die Kommission wurde auch beschuldigt, gegenüber der Verfolgung von Christen voreingenommen und gegen Muslime zu sein. Eine ehemalige Politikanalytikerin, Safiya Ghori-Ahmad, hatte deswegen bei der Equal Employment Opportunity Commission eine Beschwerde eingereicht. Sie behauptete, dass sie entlassen wurde, weil sie Muslimin sei und Mitglied einer Interessensvertretung, des Muslim-Rats für öffentliche Angelegenheiten. Momentane Kommissare und einige andere Religionsfreiheitsbefürworter bestreiten die Behauptung, voreingenommen zu sein. Die Kommission wurde des internen Machtkampfes beschuldigt und dass sie wirkungslos sei.
Jemera Rone vom Human Rights Watch sagte über den Bericht: „Ich denke, die Gesetzgebungsgeschichte dieser Verordnung wird wahrscheinlich darstellen, dass ein großes Interesse am Schutz der Rechte der Christen bestand ... Also denke ich, dass die Last wahrscheinlich bei der US-Regierung liegt zu zeigen, dass es sich bei diesem Gesetz nicht darum handelt, dass sie im Namen der christlichen Religion ins Feld ziehen oder missionieren“.
Laut des National Council of Churches „wird die Politik die Sache der Christen, unter Ausschluss verfolgter Gläubiger anderer Religionen fördern“.
Bei einer Untersuchung des internationalen Religionsfreiheitsgesetzes von 1998 im Jahr 2009, stellte das Institut für Globales Engagement fest, dass die internationale Religionsfreiheitspolitik der Vereinigten Staaten problematisch sei, „da sie sich mehr auf rhetorische Verleumdungen von Verfolgern und die Freilassung von religiösen Gefangenen konzentrierte, anstatt auf die Unterstützung der politischen und kulturellen Institutionen, die für Religionsfreiheit notwendig sind“, und daher unwirksam gewesen sei. Weiterhin wurde festgestellt, dass die Internationale-Religionsfreiheits-Politik der Vereinigten Staaten oft als ein Angriff auf Religionen, kulturellen Imperialismus oder als eine Front für amerikanische Missionare wahrgenommen wurde. Der Bericht empfahl, dass in der US-Diplomatie und Außenpolitik im Allgemeinen, der Religionsfreiheit mehr Aufmerksamkeit geschenkt werden sollte, und dass die USCIRF mehr darauf achten solle, dass Religionsfreiheitsfragen mit in die Außenpolitik integriert werden.
Im Jahr 2005 verfasste der damalige Kommissar Richard Land das Buch Imagine! A God Blessed America: What It Would Look Like and How It Could Happen (Stell dir vor! Ein Gott segnet Amerika: Wie das aussehen würde und wie es passieren könnte). In dem Buch schrieb er, dass die hinduistische Kultur/Tradition „abergläubisch“ und „grausam“ sei.